# Francesco Paolo Moncada
Francesco Paolo Moncada, conte dei principi di Paternò (Palermo, 7 marzo 1863 – Roma, 4 maggio 1940), è stato un nobile e politico italiano.

## Biografia
Terzogenito di Corrado, X principe di Paternò, e di Stefania Starrabba dei principi di Giardinelli, nel 1895 sposò la nobile milanese Cristina Archinto dei marchesi di Parona.
Detto Conte di Cammarata, fu maggiore di cavalleria nella riserva e nel 1925 gli fu concesso per Regio Decreto il titolo di conte. Attivo anche in politica, fu eletto deputato alla Camera nella XX legislatura.
Il suo unico figlio, Corrado (1896-1984), è stato tenente nel reggimento dei corazzieri della guardia.